# Campeonato Moldavo de Futebol de 2021–22
O Campeonato Moldavo de Futebol (nome oficial, Divizia Națională) de 2021–22[carece de fontes?] foi a edição de 2021 do campeonato nacional da Moldávia.

## Início
O torneio, que é organizado pela Federação Moldava de Futebol, começou em 1 de julho de 2021 e está previsto para ser finalizado em 28 de novembro de 2022.[carece de fontes?]

## Equipes participantes
- FC Sheriff (Tiraspol)
- FC Petrocub (Hîncești)
- FC Milsami (Orhei)
- Sfântul Gheorghe (Suruceni)
- Dinamo-Auto (Tiraspol)
- FC Bălți (Bălți)
- FC Zimbru (Chișinău)
- FC Florești (Florești)